# Бевериџов извештај
Бевериџов извештај је извештај британском парламенту из 1942. који је сачинио енглески економиста и друштвени реформатор Вилијам Бевериџ. У њему је предложио план обезбеђивања економске и социјалне заштите током целог живота тј. „од колевке до гроба”. Извештај је послужио као основа за развој послератне британске тзв. државе благостања, укључујући образовање, здравство и социјалну заштиту. Овај извештај је послужио и као основа за развој модела тзв. државе благостања других држава, посебно бивших британских колонија. Систем је остао на снази до краја 1980-их година 20. века када су политичке промене довеле до ерозије подршке држави благостања и систему бесплатних јавних услуга.